# Оанцу (Њамц)
Оанцу (рум. Oanțu) насеље је у Румунији у округу Њамц у општини Пангараци. Oпштина се налази на надморској висини од 432 m.

## Становништво
Према подацима из 2002. године у насељу је живело 1046 становника, од којих су сви румунске националности.